# Kapkobra
Kapkobra (Naja nivea) är en giftsnok som lever i södra Afrikas torra regioner.

## Utseende
Kapkobran blir i genomsnitt 120 centimeter lång och kan bli upp till 180 centimeter. Ormens färger varierar mellan olika geografiska områden. De som finns i Kalahariöknen är vanligen gula med bruna fläckar, men arten finns också i helt svart eller mörkbrun.

## Föda
Ormen är huvudsakligen aktiv under dagen och tidigt på kvällen. Den lever på en mängd olika byten, bland annat andra ormar och har en förmåga att klättra i låga träd där den attackerar vävarbon. Den lever även på gnagare.

## Predatorer
Kapkobrans huvudsakliga predatorer är rovfåglar och honungsgrävlingar.

## Fortplantning
Honan lägger 8-20 ägg.

## Gift
Ormen hugger snabbt och försvarar sig om den blir trängd. Om det finns utvägar är det vanligt att den flyr. Den har ett kraftfullt neurotoxiskt ormgift som huvudsakligen angriper andningsorganen. Utan motgift är dödligheten bland människor 60 procent och döden inträffar efter 2-5 timmar på grund av kvävning till följd av förlamning i diafragman. Den är den giftigaste av de afrikanska kobrorna och är en av de ormar som orsakar flest dödsfall till följd av ormbett i Sydafrika.

## Hot
Regionala bestånd hotas av landskapsförändringar. Hela populationen anses vara stabil. IUCN listar arten som livskraftig (LC).